# علم التغذية
علم التغذية هو العلم الذي يدرس العملية الفسيولوجية للتغذية (التغذية البشرية بشكل أساسي)، ويفسر العناصر الغذائية والمواد الأخرى في الغذاء فيما يتعلق بالحفاظ، والنمو، والتكاثر، صحة ومرض الكائن الحي.
يركز علم التغذية أيضًا على سبل تجنب الأمراض والمشاكل ومنعها بالتركيز على الأطعمة الصحية. لعلم التغذية أيضًا دور في دراسة تسبب بعض العوامل 
في بعض الأمراض والحالات الطبية، مثل سوء التغذية وحساسيات الطعام وحالات عدم تحمله
علم التغذية هو علم تطبيقي يعمل على تحسين الوضع الصحي للفرد والمجتمع من خلال تقديم حلول تغذوية تقوم على أساس علمي.